# John Tuzo Wilson
John Tuzo Wilson (Ottawa, 24 de outubro de 1908 — Toronto, 15 de abril de 1993) foi um geólogo e geofísico canadense.
Tornou-se notável pelo desenvolvimento da teoria da tectónica de placas e pelo postulado, no âmbito daquela teoria, que as ilhas do Hawaii resultam da passagem da placa oceânica onde elas se inserem por sobre um ponto quente inserido no manto terrestre que, ao injectar magma mais fluido, provocou o aparecimento de vulcanismo persistente ao longo de uma linha correspondente ao percurso da placa por sobre o hotspot.

## Biografia
Wilson nasceu em Ottawa, Ontário, filho de imigrantes de origem escocesa.
Foi o primeiro estudante canadense a enveredar por estudos especializados na área da geofísica, iniciando os seus estudos na Universidade de Toronto em 1930. Após a graduação, continuou os seus estudos em geofísica no Saint John's College da Universidade de Cambridge e na Universidade de Princeton. O seu percurso acadêmico culminou com a obtenção do grau de doutor em geologia em 1936.
Depois de completar os seus estudos, Wilson alistou-se nas forças armadas canadenses, tendo servido na Segunda Guerra Mundial. Ao deixar as forças armadas tinha atingido a patente de coronel.
Em 1969 foi condecorado com o grau de oficial da Ordem do Canadá, da qual foi promovido a Grande Oficial (Companion) em 1974. Foi fellow da Sociedade Real do Canadá.
Em sua honra, a Canadian Geophysical Union criou a Medalha J. Tuzo Wilson, destinada a reconhecer a excelência em investigação científica e tecnológica no campo da geofísica. Foi laureado com a Medalha Penrose pela Sociedade Geológica dos Estados Unidos em 1968, com o Prémio John J. Carty pela Academia Nacional de Ciências dos Estados Unidos em 1975, com a Medalha Wollaston pela Sociedade Geológica de Londres em 1978 e com o Prémio Vetlesen em 1978 pelo Lamont-Doherty Earth Observatory